# 皮埃尔-洛朗·艾马尔
皮埃尔-洛朗·艾马尔（法語：Pierre-Laurent Aimard，1957年9月9日—），法国钢琴家。

## 生平
皮埃尔-洛朗·艾马尔出生于里昂，12岁便进入里昂大区音乐学院，后来进入巴黎音乐学院师从伊冯娜·洛里奥，并在伦敦跟随玛丽亚·库尔乔学习。1973年，艾马尔获得了巴黎音乐学院的室内音乐奖和梅西安国际钢琴比赛的第一名。
1976年，他参与创建了巴黎当代乐团，担当大键琴、钢片琴、合成器、钟琴、管风琴等乐器的独奏。2009至2012年，艾马尔担任奧德堡音乐节的艺术总监，目前他是科隆音乐与舞蹈学院和巴黎音乐学院的教授。
2009年，艾马尔在莉莉安·弗兰克和罗伯特·西比斯导演的电影纪录片《我为钢琴狂》中出镜演奏巴赫《赋格的艺术》，此片获得了许多国内外奖项。
艾马尔对当代音乐钟爱有加，曾首演了布列兹、施托克豪森、缪哈伊、李盖蒂等人的作品，他对贝多芬、德沃夏克和莫扎特等古典作曲家也有不少录音。